# Шуршаков, Дмитрий Викторович
Дмитрий Викторович Шуршаков (р. 19 марта 1973, Москва, РСФСР, СССР) — российский шеф-повар, гастрономический экспериментатор, популяризатор молекулярной кухни, кулинар. Автор сотен авангардных блюд. Шеф-повар и совладелец ресторана «Мюсли». Автор концепции «русской инновационной кухни», объединившей гастрономическое наследие СССР, интернациональные кулинарные традиции и ультрасовременные мировые гастрономические концепции, технологии и идеи.

## Биография
Дмитрий Шуршаков начал свою карьеру в 1991 году с должности повара в кафе «Вена» гостиницы «Международная» (г. Москва). 
В 1998 году стал шеф-поваром итальянского ресторана «Сан Марко». В 2001 году стал шеф-поваром клуба «Баскервиль». 
С 2002 по 2004 год работал в La Sosta, Miramonti l’altro (2 звезды Michelin) и других ресторанах Брешиа (Италия). 
В 2005 году параллельно возглавил в качестве шеф-повара рестораны при сети винных бутиков Grand Cru, консультантом которой на тот момент являлся Анатолий Комм. 
Начиная с 2007 года Дмитрий Шуршаков в числе ведущих шеф-поваров мира принимает участие в ведущих мировых гастрономических конгрессах Madrid Fusión и San Sebastián Gastronomika.
В 2008 открывал ресторан «Чайка», затем были открытия ресторанов «Мечта», «Ватрушка» и «Бифштекс» (шеф-поваром которых он являлся до 2014 года). 
В 2011 году ресторан «Чайка» попал в сотню лучших ресторанов мира по версии престижного британского рейтинга The S.Pellegrino World’s 50 Best Restaurants. 
В 2015 году возглавил кухню собственного ресторана «Мюсли», который он открыл совместно с Евгенией Нечитайленко и Мареком Марковичем.